# Ping-pongkingen
Ping-pongkingen är en svensk dramafilm från 2008 regisserad av Jens Jonsson, med Jerry Johansson och Hampus Johansson i huvudrollerna. Den handlar om bröderna Rille och Erik och om hur det är att växa upp i Norrbotten som tonåring. Filmen var Jonssons långfilmsdebut efter ett större antal kortfilmer, där syskonskap även tidigare varit ett tema. Ping-pongkingen hade premiär vid Sundance Film Festival i Utah, där den vann första pris för bästa utländska spelfilm, samt priset för bästa foto.

## Medverkande
- Jerry Johansson som Rille
- Hampus Johansson som Erik
- Georgi Staykov som pappan
- Ann-Sofie Nurmi som mamman
- Frederik Nilsson som Väg-Gunnar
- Alicia Stewén som Anja
- Carolina Westman som Josefin
- William Blomfeldt som Mikko
- Camilla Larsson som gympaläraren
- Emelie Strömberg som UG-ledaren
- Sten Elfström som man på bussen
- Genny Bergvall som pappans asiatiska flickvän
- Denina Sjölund som pappans ryska flickvän

## Mottagande
Filmen har det genomsnittliga betyget 3,6 av 5, utifrån 23 svenskspråkiga recensioner samlade på sidan Kritiker.se. I Sydsvenskan skrev Boel Gerell: "den lågmälda dramatiken i bilderna kombineras med apart och överdådigt pumpande musik av Martin Willert, ett samarbete som laddar de närmast Roy Andersson-rena tablåerna med kommunalgrått skimrande surrealism. ...  Med lyhörd känsla för dialog och miljöer skildras de små och vardagliga händelserna som sammanlagda kan få en människa att gå över gränsen och göra det oförlåtliga. Och samtidigt – också som hos Roy Andersson – finns komiken där även i det mörkaste, ett skratt åt spelet mer än åt förlorarna, åt systemet och ironin i tillvaron som i ett slag kan förvandla svart till vitt." Jan Söderqvist beskrev filmen i Svenska Dagbladet: "liksom i [Jonssons TV-serie] God morgon alla barn är miljön vintrigt norrländsk och Askild Vik Edvardsens vitmjölkiga foto är återigen vidunderligt. ... I stora drag berättar filmen sin historia snyggt och prydligt. Den interna logiken är övertygande och intrigens delmoment är omsorgsfullt inarbetade." Recensenten var dock missnöjd med manushantverket i de enskilda scenerna, och skrev: "Dialogen är för slak, tystnaderna för stumma. ... Bildberättaren Jens Jonsson är driven som få. Jag längtar efter den dag då manusförfattaren med samma namn kommer ikapp."